# Сестри Георгиеви
Сестри Георгиеви са първите изпълнителки и издателки на „Неделински двуглас“.
Надежда Георгиева родена на 27 ноември 1943 г., Радостинка Георгиева е родена на 16 май 1952 г., Роза Георгиева е родена 10 октомври 1957 г. и Виолета Георгиева е родена 13 януари 1964 г. Талантът наследяват от родителите си. Баща им Стефан е записан още през 1954 г. от академик проф. Кауфман и негови изпълнения са нотирани в книгата му „Неделински двуглас“. Надежда, най-възрастната сестра, също е една от участничките в проучванията на Кауфман през 50-те години.
Роза и Виолета завършват Музикално училище в Широка лъка, а след това и Музикална академия в гр. Пловдив. И двете работят известно време в Ансамбъл „Тракия“, а Виолета е солистка дълги години в Хора на Музикалната академия в гр. Пловдив с диригент Василка Спасова.
Първите записи за дългосвиреща винилова плоча записват през 1986 г., а самата дългосвиреща плоча е издадена от „Балкантон“ през 1988 г.
През 90-те години продуцентска къща „Gega“ издава сборен диск с български фолклор с участието на сестри Георгиеви с „Неделински двуглас“ (Nedelino polyphony), чийто тираж е продаден само в чужбина.
Интересът към нетрадиционното звучене на „Неделинския двуглас“ води до използването му в саундтрак на Холивудска продукция (филма „Братя Грим“).
През 2007 г. Виолета Георгиева издава CD с „Песни от Неделино“ на сестри Георгиеви. Рецензията – както на дългосвирещата плоча, така и на CD-то – е на академик проф.Николай Кауфман, който има най-голяма заслуга в изследването на българския фолклор в това число на „Неделинския двуглас“.
„Когато през 1954 г. записвах песните много от думите на певиците и певците не разбирах. Звучаха като старинни, източнославянски, със завоалирани вокали, меко и топло. Много от тези белези Сестри Георгиеви са съхранили, но новото време е намерило отражение в езика и мелодиката. Иначе и не може да бъде-те слушат радио, гледат телевизия, литературния език е навлязъл в бита им. Дори необичайни за местната мелодия песни са се промъкнали в репертоара-например, знаменитата родопска балада „Траица брате града градеха“. Това е необратим процес – от една страна са забравени десетки старинни образци, от друга – раждат се нови. Това е диханието, животът на песента, срещата на старината с нашето време.“ Академик Проф. Николай Кауфман